# Schoorbakke
Schoorbakke est un hameau de Pervyse, une section de la ville belge de Dixmude. Le hameau se trouve le long de l'Yser, 3,5 km au nord-est du centre du village de Pervyse, à la frontière avec Schore. La route entre Pervyse et Schore ( N302 ) traverse l'Yser au-dessus du pont deSchoorbakke. 

## Histoire
À Schoorbakke, il y avait un bac (en néerlandais : bak) ou une «barge» au-dessus de l'Yser, ce qui est évident d'après une déclaration de 1535 dans «la rue qui mène à l'arrière de Pervijse ». L'endroit tire donc son nom du village de Schore, à deux kilomètres plus au nord-est, et du mot bak. L'Yser formait la frontière entre la seigneurie de Furnes et la Franc de Bruges . 
Lorsque les Espagnols ont repris les seigneuries de Furnes à la fin du XVIe siècle, plusieurs petites redoutes rouges ont été mises en place pour défendre le pillage d'Ostende, dont une près de Schoorbakke. Cependant, après la prise d'Ostende en 1604, ceux-ci ont disparu. Lorsque la seigneurie de Furnes passa sous la domination française lors du traité d'Aix-la- Chapelle, un autre fort fut établi près de Schoorbakke comme défense contre les Français. 
Au milieu du XVIIIe siècle, un premier pont a été construit à Schoorbakke et en 1767 le pont fut  reconstruit en pierre. Schoorbacke se trouve sur la carte Ferraris des années 1770 comme un hameau, avec un moulin à vent à proximité, le moulin Schoorbacke. En 1792-1793, la région connut les combats de Furnes et de Nieuport entre Français et Autrichiens et le pont a été incendié par les Français en 1793. Un pont-levis a été construit dans la première moitié du XIXe siècle. En 1844, le hameau comptait 23 maisons. 
La Première Guerre mondiale a également connu de violents affrontements lors de la bataille de l'Yser. En octobre 1914, les Allemands en marche tentèrent de traverser l'Yser à Nieuport, Dixmude ou l'un des trois ponts intermédiaires, le pont de l' Union, le pont Schoorbakke et le pont de Tervaete. Les jours suivants, il y a eu de violents combats à Schoorbakke et le 23 octobre, le pont a explosé. Les Belges durent se retirer, mais une semaine plus tard, l'avance allemande a été stoppée par l'inondation de la plaine de l'Yser. Après la guerre, le hameau a été reconstruit et plusieurs auberges ont été créées. Pendant la Seconde Guerre mondiale, après la capitulation de mai 1940, le pont fut détruit par les Français (270e Régiment d'infanterie).

## Visite touristique
- Deux plaques commémoratives sur le pont de Schoorbakke rappellent les batailles d'octobre 1914, à savoir une plaque pour les 3e et 23e régiments de ligne et une plaque pour les 2e et 22e régiments de ligne.
- La ferme de Schoorbakke, ancienne ferme abbatiale à quelques centaines de mètres à l'est sur la rive droite, sur le territoire de Schore. L'histoire de cette ferme remonte au XIIe siècle.